# Noctasota distorta
Noctasota distorta är en fjärilsart som beskrevs av George Francis Hampson 1912. Noctasota distorta ingår i släktet Noctasota och familjen nattflyn. Inga underarter finns listade i Catalogue of Life.